# 近江高等學校
近江高等學校是位於日本滋賀縣彥根市的私立高等學校。

## 歷史
學校的前身可以追溯至1938年由當地企業家成立的實業學校「近江實修工業學校」和1941年由彥根市市長成立的「近江高等女學校」，兩所學校在1948年日本進行學制改革時合併成為「近江高等學校」。